# Egils saga

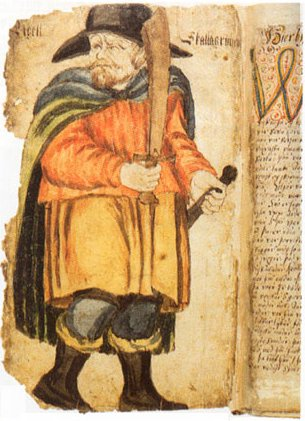
Egill Skallagrímsson in un manoscritto dellEgils saga del XVII secolo

L'Egils saga Skallagrímssonar (Saga di Egill Skallagrímsson), o semplicemente Egils saga, è un poema epico/saga degli Islandesi scritta forse da Snorri Sturluson (1178-1241) in Islanda probabilmente tra il 1220 e il 1240; essa è un importante esempio di saga, e molto ci dice sulla fine dell'Epoca vichinga. La saga narra la vita di Egill Skallagrímsson, un contadino islandese che divenne un vichingo e uno scaldo; gli studiosi islandesi si riferiscono comunemente alla saga come alla Egla.

## Contenuto
La saga copre un ampio periodo di tempo, cominciando in Norvegia nell'850 con la vita del nonno di Egill, Úlfr (chiamato Kveld-Úlfr, "Lupo della sera"), e dei suoi due figli, Þórólfr, un gran guerriero con una complicata relazione con re Haraldr di Norvegia, e Skalla-Grímr, il padre di Egill. Viene detto che KKveld-Úlfr era un mutaforma, e che il suo nome derivava dal fatto che dopo il tramonto egli si trasformava in un lupo; la genealogia fornita all'inizio della saga mostra che la famiglia aveva una qualche discendenza dagli orchi, dando così un temperamento violento ai suoi discendenti. Dopo la morte di Þórólfr, dovuta alla rottura della sua alleanza con re Haraldr (anche se non per colpa di Þórólfr), Skalla-Grímr e suo padre Kveldúlfr scapparono dalla Norvegia per insediarsi in Islanda; Skallagrímr visse in pace come contadino e fabbro a Borg á Mýrum, dove i suoi figli Egill e Þórólfr (così chiamato dal nome dello zio) crebbero.
La storia continua con l'infanzia di Egill, che fa presagire la sua futura tendenza alla ribellione; la pace della famiglia è nuovamente perduta poiché la società è minacciata dalle pericolose attitudini di Egill: egli fomenta l'odio con il suo primo omicidio, avvenuto a colpi d'ascia all'età di sei anni. La storia prosegue raccontando i viaggi di Egill in Scandinavia e Inghilterra e la sua personale faida contro re Erik il Sanguinario. Sono presenti anche vivide descrizioni delle altre sue battaglie e amicizie, dei suoi rapporti con la famiglia (da sottolineare la sua gelosia e tuttavia il suo fraterno amore per il fratello maggiore, Þórólfr), la sua età sempre più avanzata, il destino del suo stesso figlio Þorsteinn (battezzato una volta che il Cattolicesimo fu giunto in Islanda) e degli altri suoi figli, che al loro volta ebbero molti altri figli. La saga termina intorno all'anno 1000 e copre molte generazioni.
La saga segue Egill attraverso i vari stadi della sua vita, la maggior parte dei quali sono punteggiati di battaglie, ed Egill narra virtualmente la sua stessa vita con frequenti segmenti poetici. Egill grazie al suo coraggio e alla sua intelligenza riesce a sopravvivere a intrighi e a guerre. La sua persona colpisce per il temperamento e per l'aspetto terrificante che in tarda età è stato aggravato da una sordità e una cecità. Prima che Egill muoia provvede a nascondere il suo tesoro d'argento presso Mosfellsbær, dando vita alla leggenda del Silfur Egils ("L'Argento di Egill").
Il personaggio di Egill è molto ambiguo. La sua natura sfaccettata riflette le ambivalenti qualità della sua famiglia, una famiglia di persone che sono insieme orribili e magnifiche oltre ogni dire; una famiglia con un passato di "mutaforma" che diventano improvvisamente matti, violenti e crudeli, sebbene possano in altri momenti essere saggi e prudenti; una famiglia che non si sottomise mai al volere dei re, né stette in aperta ribellione. L'ambiguità del personaggio si riflette anche nelle convenzioni di narrazione del testo, una narrazione altamente ambivalente popolata da personaggi con nomi simili o identici, che vivono varie permutazioni della stessa storia o di storie simili. I due affascinanti Þórólfr muoiono eroicamente, mentre i loro fratelli Skallagrímr ed Egill muoiono entrambi in tarda età, Egill addirittura ottantenne, dopo aver sepolto per dispetto le loro ricchezze in lande desolate. I discendenti di Kveldúlfr si ritrovarono coinvolti in due complicate faide per l'eredità, una volta respingendo le richieste di un figlio illegittimo avuto da un secondo matrimonio, e un'altra volta esigendo terre a vantaggio di un altro figlio illegittimo nato in circostanze simili.
L'Egils saga è considerata tra le migliori saghe degli Islandesi, insieme alla Njáls saga, la Grettis saga e la Laxdœla saga.